# Festival Eurovisão de Jovens Dançarinos
O Festival Eurovisão de Jovens Dançarinos, é um concurso bianual, transmitido televisivamente para toda a Europa. O concurso é baseado no Festival Eurovisão da Canção, é da responsabilidade da EBU. A sua primeira edição ocorreu em 1985, e já conta com 13 edições. Em 2007 não se realizou, devido à introdução do novo evento da EBU, o Festival Eurovisão da Dança. Em 2009 o festival não se realizou devido à falta de participantes.
Artistas com idades compreendidas entre os 16 e os 21 anos, de países membros da União Europeia de Radiodifusão, competem a solo de casais para rotinas de dança à sua escolha. Membros do júri profissional, cada um representando os elementos do balé, dança contemporânea e moderna, pontuam cada uma das performances. Os dois participantes que receberem a maior pontuação geral avançam para uma final televisiva 'dance-off', onde o vencedor é decidido pelo júri.
A Espanha é o país de maior sucesso na competição de Jovens Dançarinos, tendo vencido cinco vezes em 1985, 1991, 1993, 1995 e 1997, respectivamente, mas nunca foi anfitrião. A 16 de dezembro de 2017, a décima quinta e mais recente edição teve lugar em Praga, República Checa e foi vencida por Paulina Bidzińska da Polónia, com Patricija Crnkovič da Eslovénia a ficar em segundo (segundo classificado).

## Estreias
Os participantes elegíveis incluem principalmente Membros Ativos (em oposição a Membros Associados) da EBU. Os membros ativos são aqueles que estão localizados em estados que se enquadram na Área Européia de Radiodifusão, ou são estados membros do Conselho da Europa.
A Área Europeia de Radiodifusão é definida pela União Internacional de Telecomunicações:
```
A "Área Europeia de Radiodifusão" é limitada a oeste pela fronteira oeste da Região 1, a leste pelo meridiano 40° leste de Greenwich e ao sul pelo paralelo 30° norte de modo a incluir a parte norte da Arábia Saudita e aquela parte dos países que fazem fronteira com o Mediterrâneo dentro desses limites. Além disso, a Armênia, Azerbaijão, Geórgia e as partes dos territórios do Iraque, Jordânia, República Árabe Síria, Turquia e Ucrânia situadas fora dos limites acima estão incluídos na Área Européia de Radiodifusão.
```

O limite oeste da Região 1 é definido por uma linha que vai do Pólo Norte ao longo do meridiano 10° Oeste de Greenwich até sua interseção com o paralelo 72° Norte; daí por grande arco de círculo até a intersecção do meridiano 50° Oeste e paralelo 40° Norte; daí por grande arco de círculo até a intersecção do meridiano 20° Oeste e paralelo 10° Sul; daí ao longo do meridiano 20° Oeste até o Pólo Sul.
Os membros ativos incluem organizações de radiodifusão cujas transmissões são disponibilizadas para pelo menos 98% dos domicílios em seu próprio país que estão equipados para receber tais transmissões. Se um membro ativo da EBU desejar participar, ele deve cumprir as condições estabelecidas pelas regras do concurso (das quais uma cópia separada é elaborada anualmente).
A elegibilidade para participar não é determinada pela inclusão geográfica dentro do continente europeu, apesar do "Euro" em "Eurovisão" – nem tem qualquer relação com a União Europeia. Kosovo, um estado parcialmente reconhecido no sudeste da Europa, é o único país da Europa que ainda não possui membros da EBU, mas participou uma vez em 2011. Vários países geograficamente fora das fronteiras da Europa competiram: Chipre e Armênia, na Ásia Ocidental (ambos são membros do Conselho da Europa com Chipre como estado membro da União Europeia). Cada um fez sua estréia no Young Dancers em 1989 e 2013, respectivamente. Além disso, vários países transcontinentais com apenas parte de seu território na Europa competiram: Rússia, desde 1995; Canadá no continente da América do Norte, apesar de ser apenas um membro associado da EBU, competiram duas vezes, em 1987 e 1989.
Trinta e seis países participaram pelo menos uma vez. Estes estão listados aqui ao lado do ano em que fizeram sua estreia:
| Ano  | Primeira participação de cada país                                                              |
| ---- | ----------------------------------------------------------------------------------------------- |
| 1985 | Bélgica, Espanha, Finlândia, França, Itália, Noruega, Países Baixos, Suécia, Suíça, Reino Unido |
| 1987 | Áustria, Canadá, Dinamarca, Jugoslávia                                                          |
| 1989 | Chipre, Portugal                                                                                |
| 1991 | Bulgária                                                                                        |
| 1993 | Estónia, Grécia, Polónia, Eslovénia                                                             |
| 1995 | Hungria, Rússia                                                                                 |
| 1997 | Letónia, Eslováquia                                                                             |
| 2001 | Irlanda                                                                                         |
| 2003 | Chéquia, Roménia, Ucrânia                                                                       |
| 2011 | Croácia, Kosovo                                                                                 |
| 2013 | Arménia, Bielorrússia                                                                           |
| 2015 | Albânia, Malta                                                                                  |

## Hospedagem
A maior parte das despesas do concurso é coberta por patrocinadores comerciais e contribuições de outras nações participantes. O concurso é considerado uma oportunidade única para promover o país anfitrião como destino turístico. A tabela abaixo mostra uma lista de cidades e locais que receberam o Festival Eurovisão de Jovens Dançarinos, uma ou mais vezes. Os locais futuros são mostrados em itálico. Com 3 concursos, a Polónia é o país que mais acolhe concursos, embora em cidades diferentes.

Cidades organizadoras e locais da Eurovisão de Jovens Dançarinos

| Uma edição |  | Várias edições |

| Nº | País          | Cidade        | Local                       | Anos |
| -- | ------------- | ------------- | --------------------------- | ---- |
| 3  | Polónia       | Gdynia        | Teatr Muzyczny              | 1997 |
| 3  | Polónia       | Varsóvia      | National Theatre            | 2005 |
| 3  | Polónia       | Gdańsk        | Baltic State Opera          | 2013 |
| 2  | Chéquia       | Plzeň         | New Theatre                 | 2015 |
| 2  | Chéquia       | Praga         | Congress Centre             | 2017 |
| 2  | França        | Paris         | Palais des Congrès          | 1989 |
| 2  | França        | Lyon          | Opéra de Lyon               | 1999 |
| 1  | Itália        | Reggio Emilia | Teatro Municipale           | 1985 |
| 1  | Alemanha      | Schwetzingen  | Schwetzingen Palace Theatre | 1987 |
| 1  | Finlândia     | Helsinki      | Helsinki City Theatre       | 1991 |
| 1  | Suécia        | Estocolmo     | Dance House                 | 1993 |
| 1  | Suíça[b]      | Lausanne[b]   | Palais de Beaulieu          | 1995 |
| 1  | Reino Unido   | London        | Linbury Studio Theatre      | 2001 |
| 1  | Países Baixos | Amsterdam     | Stadsschouwburg             | 2003 |
| 1  | Noruega       | Oslo          | Dance House                 | 2011 |

## Vencedores

Número de vitórias por país

Dezesseis apresentações venceram o concurso Eurovision Young Dancers, um concurso bienal de dança organizado por países membros da União Europeia de Radiodifusão. Houve quatorze concursos, cada um com um vencedor, segundo e terceiro lugares para todos os estilos de dança combinados, com exceção do Concurso de 1989, que concedeu o primeiro lugar nas categorias de dança contemporânea e clássica; e o Concurso de 2003, que deu prêmios de primeiro lugar para balé, dança moderna e categorias de 'Escolha do Júri Juvenil'. De 2011 em diante, houve apenas prêmios concedidos ao vencedor e ao segundo colocado. Abaixo está um detalhamento de todos os vencedores por cada evento individual e por número de vitórias por país.

### Vencedores por ano
| Ano  | País          | Artista                            | Dança                           |
| ---- | ------------- | ---------------------------------- | ------------------------------- |
| 1985 | Espanha       | Arantxa Arguelles                  | -                               |
| 1987 | Dinamarca     | Rose Gad Poulsen & Nikolaj Hübbe   | Entretenimento de "La Sylphide" |
| 1989 | França        | Agnès Letestu                      | -                               |
| 1989 | Reino Unido   | Tetsuya Kumakawa                   | -                               |
| 1991 | Espanha       | Amaya Iglesias                     | Variações de "La Grisi"         |
| 1993 | Espanha       | Zenaida Yanowskii                  | "Esmeralda"                     |
| 1995 | Espanha       | Jesus Pastor Sauquillo & Ruth Miro | "Arrayan Daraxa"                |
| 1997 | Espanha       | Antonio Carmena                    | "Angelitos Locos"               |
| 1999 | Alemanha      | Katja Wünsche & Yohan Stegli       | "Cinderella"                    |
| 2001 | Polónia       | Dawid & Marcin Kupinski            | "Brothers"                      |
| 2003 | Ucrânia       | Jerlin Ndudi                       | "Le Corsaire"                   |
| 2003 | Suécia        | Kristina Oom & Sebastian Michanek  | "Light Beings"                  |
| 2003 | Chéquia       |                                    | "The Twilight Of Innocence"     |
| 2005 | Países Baixos | Milou Nuyens                       | "Snakesense"                    |
| 2011 | Noruega       | Daniel Sarr                        | "Full Force"                    |
| 2013 | Países Baixos | Sedrig Verwoert                    | "The 5th Element"               |
| 2015 | Polónia       | Viktoria Nowak                     | "Piece in Old Style"            |
| 2017 | Polónia       | Paulina Bidzińska                  | "La Certa"                      |

### Vencedores por país
| País          | 1 | 2 | 3 | Total |
| ------------- | - | - | - | ----- |
| Espanha       | 5 | 0 | 1 | 6     |
| Polónia       | 3 | 1 | 0 | 4     |
| Países Baixos | 2 | 0 | 2 | 4     |
| Suécia        | 1 | 2 | 2 | 5     |
| França        | 1 | 1 | 1 | 3     |
| Alemanha      | 1 | 1 | 1 | 3     |
| Noruega       | 1 | 1 | 0 | 2     |
| Dinamarca     | 1 | 0 | 1 | 2     |
| Chéquia       | 1 | 0 | 0 | 1     |
| Reino Unido   | 1 | 0 | 0 | 1     |
| Ucrânia       | 1 | 0 | 0 | 1     |
| Eslovénia     | 0 | 3 | 0 | 3     |
| Bélgica       | 0 | 2 | 2 | 4     |
| Suíça         | 0 | 2 | 0 | 2     |
| Roménia       | 0 | 1 | 0 | 1     |
| Áustria       | 0 | 0 | 1 | 1     |
| Estónia       | 0 | 0 | 1 | 1     |